# I Love You, Beth Cooper
Pour plus de détails, voir Fiche technique et Distribution.
I Love You, Beth Cooper ou Je t'aime, Beth Cooper au Québec est une comédie américano-canadienne réalisée par Chris Columbus et sortie en 2009. Il s'agit de l'adaptation du roman du même nom, écrit par l'ex-scénariste des Simpson Larry Doyle, qui signe lui-même le scénario.

## Fiche technique
Sauf indication contraire, les informations mentionnées dans cette section peuvent être confirmées par la base de données cinématographiques IMDb,  présente dans la section « Liens externes ».
- Titre français et original : I Love You, Beth Cooper
- Titre québécois : Je t'aime, Beth Cooper
- Réalisation : Chris Columbus
- Scénario : Larry Doyle, d'après son propre roman
- Musique : Christophe Beck
- Photographie : Phil Abraham
- Montage : Peter Honess
- Production : Michael Barnathan, Chris Columbus et Mark Radcliffe
- Sociétés de production : Fox Atomic, 1492 Pictures, Bece Canada Productions, Dune Entertainment III et Ingenious Film Partners
- Distribution :  20th Century Fox
- Budget : 18 000 000 $[1]
- Pays de production :  États-Unis,  Canada
- Langue originale : anglais
- Format : couleur - 1.85:1 / son : Dolby DTS
- Genre : comédie
- Durée : 102 minutes
- Dates de sortie[2] :
  - États-Unis, Canada : 10 juillet 2009
  - France : 7 octobre 2009

## Distribution

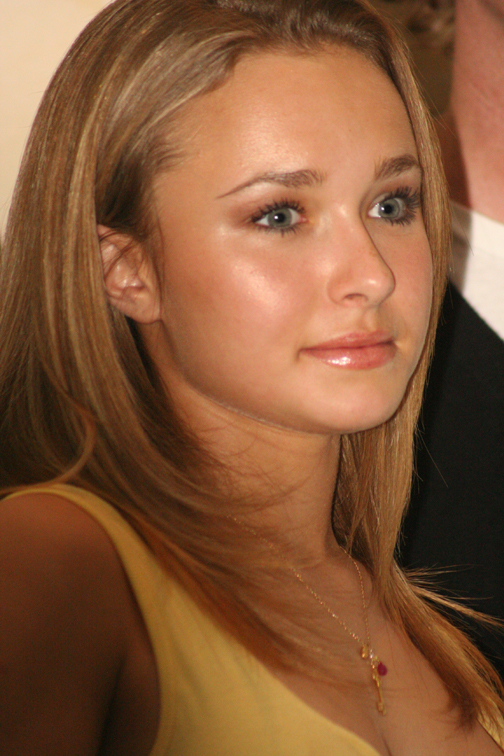
Hayden Panettiere, ici en avril 2007.

- Hayden Panettiere (VFB : Audrey d'Hulstère ; VQ : Stéfanie Dolan) : Elisabeth "Beth" Cooper
- Paul Rust (VFB : Emmanuel Dekoninck ; VQ : Nicholas Savard L'Herbier) : Denis "The Penis" Cooverman
- Jack T. Carpenter (VFB : Alexandre Crépet ; VQ : Laurent-Christophe De Ruelle) : Richard "Rich/Dick Muncher" Munsch
- Lauren London (VFB : Mélanie Dambermont ; VQ : Catherine Bonneau) : Cameron "Cammy" Alcott
- Lauren Storm (VFB : Élisabeth Guinand ; VQ : Geneviève Déry) : Teresa "Treece" Kilmer
- Alan Ruck (VFB : Erwin Grünspan ; VQ : Sébastien Dhavernas) : M. Cooverman
- Cynthia Stevenson (VQ : Mélanie Laberge) : Mme Cooverman
- Shawn Roberts (VQ : Jacques Lussier) : Kevin Michaels
- Brendan Penny : Sean Doyle
- Jared Keeso : Dustin Klepacki
- Anna Mae Routledge : Patricia "Patty" Keck
- Marie Avgeropoulos : Valerie "Valli" Woolly
- Andrea Savage : Dr Gleason
- Josh Emerson : Greg Saloga
- Pat Finn : Coach Raupp
- Samm Levine : un employé

## Production

### Genèse et développement
Le film s'inspire du roman du même nom de Larry Doyle, publié en 2007. L'auteur déclare à propos de son histoire : « La même aventure aurait pu se produire à l'époque où moi, j'étais au lycée. Je sais que les gens de mon âge seront susceptibles de s'identifier aux personnages. Les caractéristiques de l'adolescence sont immuables. Les trucs traditionnels auxquels tout le monde pense et contre lesquels tous s'insurgent, comme la drogue et le sexe, évoluent forcément. Mais les préoccupations basiques qui consistent à trouver qui vous êtes et votre place dans le monde, elles, ne changent pas ».
Il signe lui-même le scénario du film. L'idée a séduit le réalisateur Chris Columbus : « Vivre dans la peau d'un lycéen, devoir gérer des émotions intenses, aimer pour la première fois, s'interroger sur sa propre identité, son futur ou même sa sexualité, sont autant de sujets fascinants. Il n'existe pas de période plus troublante émotionnellement que celle du lycée. L'intensité de nos sentiments y atteint son apogée ».

### Attribution des rôles
C'est l'une des premières fois où Hayden Panettiere tient le premier rôle. Le réalisateur Chris Columbus explique sa présence : « Je la savais très douée comme actrice dramatique, mais je ne pensais pas qu'elle serait si brillante dans une comédie. Elle apporte un tempo comique incroyable ». Le jeune Paul Rust à quant à lui été recruté après une soirée d'improvisation au Upright Citizens Brigade Theatre (en), Chris Columbus déclare à son sujet : « Paul est un comédien très doué, physiquement et verbalement. Il respire le naturel, l'honnêteté et il véhicule beaucoup d'émotions. C'est quelqu'un de très profond qui recèle une grande complexité – une qualité qu'il a su transmettre à Denis ».

### Tournage
Le tournage a duré neuf semaines et demie en Colombie-Britannique, notamment à Vancouver et au Parc provincial Golden Ears,.

### Bande originale
La bande originale contient divers chansons de rock et pop, interprétées notamment par Alice Cooper, Kiss ou encore Smokey Robinson. Le premier morceau est chanté par Violet Columbus, la fille du réalisateur.
| 1.  | Forget Me                     | Violet Columbus  | 2:50 |
| 2.  | Try It Again                  | The Hives        | 3:30 |
| 3.  | Come Out of the Shade         | The Perishers    | 3:58 |
| 4.  | Sway                          | The Kooks        | 3:35 |
| 5.  | Last Kiss                     | Christophe Beck  | 2:44 |
| 6.  | Catch Me If You Can           | Gym Class Heroes | 5:08 |
| 7.  | Too Much, Too Young, Too Fast | Airbourne        | 3:43 |
| 8.  | A Good Idea at the Time       | OK Go            | 3:12 |
| 9.  | Beth Cooper Suite             | Christophe Beck  | 4:41 |
| 10. | Beth                          | Kiss             | 2:46 |
| 11. | Cruisin'                      | Smokey Robinson  | 5:54 |
| 12. | Who Knew?                     | Christophe Beck  | 1:07 |
| 13. | Feels Like the First Time     | Foreigner        | 3:51 |
| 14. | School's Out                  | Alice Cooper     | 3:30 |
| 15. | Forget Me                     | Eleni Mandell    | 3:13 |

## Sortie

### Box-office
| Pays ou région    | Box-office    | Date d'arrêt du box-office | Nombre de semaines |
| ----------------- | ------------- | -------------------------- | ------------------ |
| États-Unis Canada | 14 800 725 $  | 1er octobre 2009           | 12                 |
| France            | 2 782 entrées |                            |                    |
| Monde             | 15 821 907 $  |                            |                    |